# Cayalti (distrito)
Cayalti é um distrito do Peru, departamento de Lambayeque, localizada na província de Chiclayo.

## Transporte
O distrito de Cayalti é servido pela seguinte rodovia:
- LA-118, que liga a cidade ao distrito de Chongoyape
- PE-1NI, que liga a cidade de Lagunas ao distrito de Bolívar (Cajamarca)[1][2][3]